# Tafourah - Grande Poste (métro d'Alger)
Tafourah - Grande Poste est une station de la ligne 1 du métro d'Alger en Algérie. Elle est située sous le boulevard El Khettabi près de la Grande Poste, dans la commune d'Alger-Centre.

## Histoire
La station est inaugurée le 31 octobre 2011 et ouverte le lendemain 1er novembre lors de la mise en service de la première ligne du métro. Elle constitue alors le terminus de la ligne 1 et le demeure jusqu'au 10 avril 2018 quand est mis en service le prolongement au nord vers la station Place des Martyrs.

## Services aux voyageurs

### Accès et accueil
La station dispose de sept accès : 
- n° 1 : rue Émir El Khattabi ;
- n° 2 : Grande Poste (fermée) ;
- n° 3 : rue Tayeb Ferhat Ferhat ;
- n° 4 : rue Sergent Addoun Ahmed ;
- n° 5 : Université d'Alger ;
- n° 6 : rue Arezki Hamani ;
- n° 7 : rue des Frères Merouane.

Les sorties nord de la station donnent accès à la Grande Poste, au boulevard Khemisti et à la rue Larbi Ben M'Hidi. Les sorties sud donnent accès à la faculté centrale de l'université d'Alger.

Accès à la station.
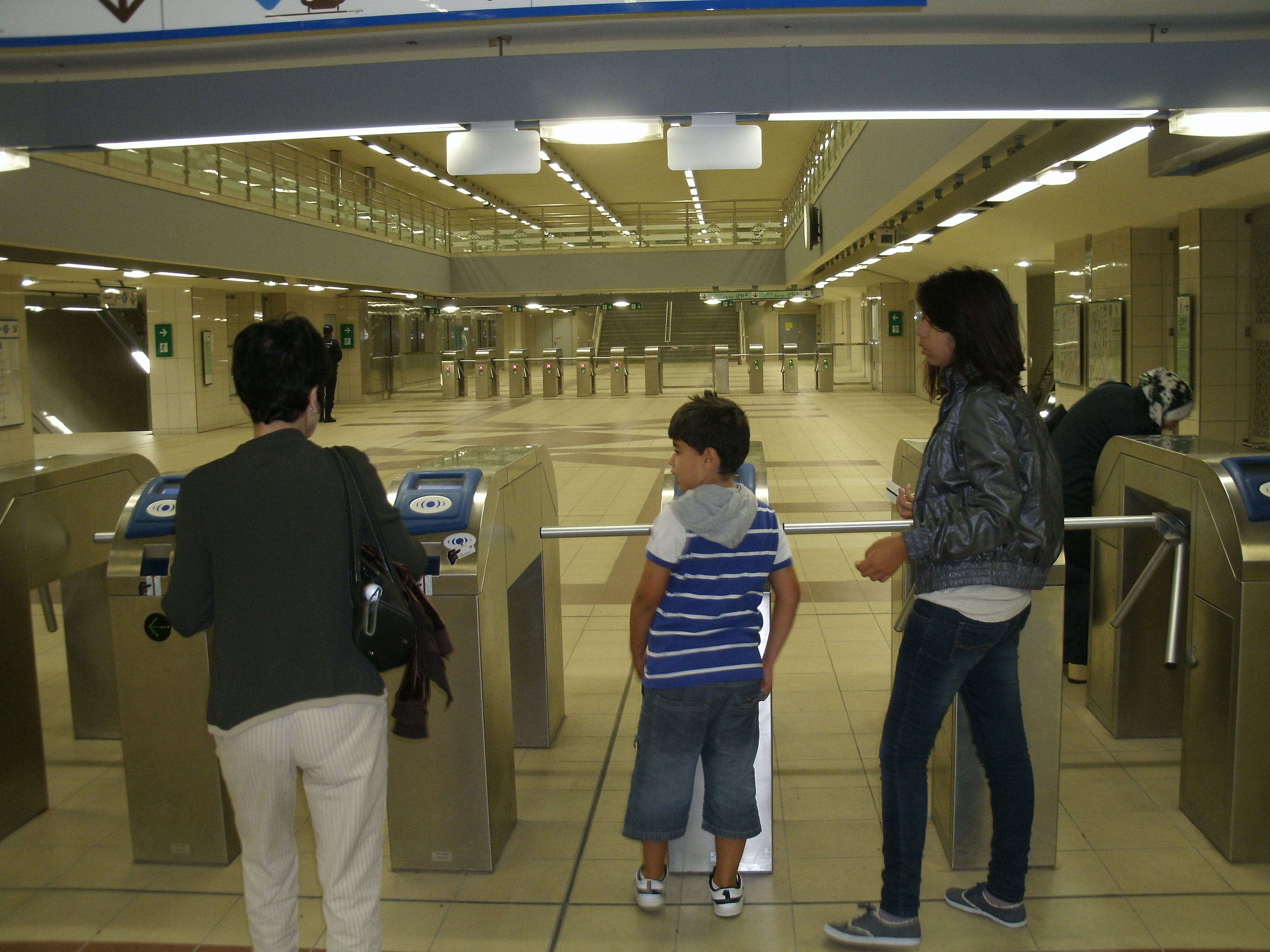
Vestibule de la station.

### Intermodalité
La station est en correspondance avec les lignes 15, 31, 32, 33, 35, 37, 40, 43, 54, 57 et 100 du réseau de bus de l'ETUSA.

## À proximité
- Grande Poste d'Alger ;
- Rue Larbi-Ben-M'Hidi (anciennement rue d'Isly);
- Square Sofia
- Palais du gouvernement ;
- Université d'Alger Benyoucef Benkhedda ;
- Tunnel des Facultés ;
- Place Maurice-Audin ;
- Rue Didouche-Mourad (anciennement rue Michelet) ;
- Boulevard Mohamed V (anciennement boulevard Saint-Saëns).